# Orsini

Wapen van de familie Orsini

De familie Orsini was een van de meest invloedrijke adellijke families uit middeleeuws en renaissance Italië, en bezat grote landgoederen in Hongarije.
In 1667 gaf Petrus Franciscus zijn hertogdom over aan zijn broer en in 1724 werd hij tot paus verkozen: paus Benedictus XIII. Een neef van Benedictus XIII kreeg de titel prins-troonassistent van Zijne Heiligheid (de paus), een titel die tot 1958 bleef bestaan. In 1724 had keizer Karel VI prins Beroald Orsini tot prins van het Heilig Roomse Rijk gemaakt.

## Bekende telgen
- Paus Celestinus III
- Paus Nicolaas III
- Paus Benedictus XIII
- Beroald Orsini
- Nicolaas Orsini en Laurens Orsini; bekende mannen uit de oorlog van Venetië tegen de liga van Kamerijk
- Orsino Orsini Migliorati (1473-1500), echtgenoot van Giulia Farnese
- Pier Francesco Orsini (1523-1583) - opdrachtgever tot de aanleg van de Tuinen van Bomarzo

## Orsini-Rosenberg
Sinds 1684 mochten de Oostenrijkse graven van Rosenberg zich graaf van Orsini en Rosenberg noemen. Deze titel was gebaseerd op de onbewezen bewering dat de families verwant zouden zijn.

## Palazzo Corsini
Aan de Via della Lungara betrokken ze in 1736 een uit de 15e eeuw stammend stadspaleis, en noemden het Palazzo Corsini. Thans doet het dienst doet als kunstmuseum. Met name Koningin Christina van Zweden heeft hier lange tijd als gast verbleven en het hele interieur naar haar hand gezet. In het museum verder werken van Rubens en Caravaggio.